# Giornale di agricoltura
Il Giornale di agricoltura è stato un periodico sui temi dell'agricoltura italiana, edito a partire dal 1891 a Piacenza  stampato dalla Tipografia Marchesotti e Porta, per iniziativa di Giovanni Raineri, originariamente con il titolo Giornale di agricoltura della domenica. L'anno prima il Raineri aveva contribuito alla fusione tra una testata agricola  con sede a Milano con la storica testata fondata a Bologna dall'agronomo Boter.   
L'anno successivo sempre a Piacenza, fu fondata la Federazione dei consorzi Agrari e il Giornale divenne un organo di stampa a diffusione nazionale. Fu poi edito dalla Reda, la casa editrice della Federconsorzi.

## Direttori
- Giovanni Raineri dal 1891 fino al 1906,
- Emilio Morandi, dal 1906 fino al 1927
- Giuseppe Tassinari, dal 1927